# Bomlapura, Koppa
Bomlapura là một làng thuộc tehsil Koppa, huyện Chikmagalur, bang Karnataka, Ấn Độ.